# A Cook-szigetek a 2008. évi nyári olimpiai játékokon
A Cook-szigetek a kínai Pekingben megrendezett 2008. évi nyári olimpiai játékok egyik részt vevő nemzete volt. Az országot az olimpián 3 sportágban 4 sportoló képviselte, akik érmet nem szereztek.

## Atlétika
Férfi

| Versenyző      | Versenyszám | Előfutam | Előfutam | Előfutam | Negyeddöntő | Negyeddöntő | Negyeddöntő | Elődöntő | Elődöntő | Elődöntő | Döntő   | Döntő    |
| Versenyző      | Versenyszám | Idő      | Hely.    | Össz.    | Idő         | Hely.       | Össz.       | Idő      | Hely.    | Össz.    | Idő     | Helyezés |
| -------------- | ----------- | -------- | -------- | -------- | ----------- | ----------- | ----------- | -------- | -------- | -------- | ------- | -------- |
| Gordon Heather | 100 m       | 11,41    | 8.       | 75.      | kiesett     | kiesett     | kiesett     | kiesett  | kiesett  | kiesett  | kiesett | kiesett  |

Női

| Versenyző       | Versenyszám   | Selejtező | Selejtező | Döntő    | Döntő   |
| Versenyző       | Versenyszám   | Eredmény  | Helyezés  | Eredmény | Hely    |
| --------------- | ------------- | --------- | --------- | -------- | ------- |
| Tereapii Tapoki | Diszkoszvetés | 48,35 m   | 37.       | kiesett  | kiesett |

## Súlyemelés
Férfi

| Versenyző | Versenyszám | Szakítás | Szakítás | Lökés    | Lökés    | Összesen | Helyezés |
| Versenyző | Versenyszám | Eredmény | Helyezés | Eredmény | Helyezés | Összesen | Helyezés |
| --------- | ----------- | -------- | -------- | -------- | -------- | -------- | -------- |
| Sam Pera  | +105 kg     | 155,0    | 12.      | 195,0    | 11.*     | 350,0    | 12.      |

* - egy másik versenyzővel azonos eredményt ért el

## Úszás
Férfi

| Versenyző     | Versenyszám | Előfutam | Előfutam | Előfutam | Elődöntő | Elődöntő | Elődöntő | Döntő   | Döntő    |
| Versenyző     | Versenyszám | Idő      | Hely.    | Össz.    | Idő      | Hely.    | Össz.    | Idő     | Helyezés |
| ------------- | ----------- | -------- | -------- | -------- | -------- | -------- | -------- | ------- | -------- |
| Petero Okotai | 100 m mell  | 1:20,20  | 3.       | 63.      | kiesett  | kiesett  | kiesett  | kiesett | kiesett  |